# Моя мачуха — іншопланетянка
«Моя мачуха — іншопланетянка» (англ. My Stepmother Is an Alien) — американський фантастичний фільм 1988 року про позаземну жінку, яка прибула на Землю зі спеціальною міссією.

## Сюжет
Стівен Міллс — вчений, який займається вивченням космосу за допомогою радіохвиль, випадково надсилає сигнал у далекий космос і викликає порушення гравітації на планеті косинус N до 8-ми, на якій існує розвинуте життя. Лідери планети сприймають цю подію, як акт агресії з боку землян, і запускають на Землю Селесту Мартін з помічником (істотою в сумці, здатною матеріалізувати речі, імітувати голоси та іншими фантастичними можливостями). Селеста має домогтися створення повторної радіохвилі, щоб врятувати свою планету, після чого знищити Землю, щоб усунути небезпеку від дій землян в майбутньому. Але під час знайомства з Стівеном Міллсом та іншими людьми Селеста розуміє, що радіохвиля була випадковою, а не актом агресії, і починає насолоджуватися земним життям.

## У ролях
| Актор           | Роль                           |
| --------------- | ------------------------------ |
| Кім Бейсінгер   | Селеста Мартін, іншопланетянка |
| Ден Екройд      | Стівен Міллс                   |
| Джон Ловітц     | Рон Міллс                      |
| Елісон Ганніган | Джессі Міллс                   |
| Джозеф Маєр     | Лукас Бадлонг                  |
| Енн Прентісс    | істота в сумці (озвучування)   |
| Сет Грін        | Фред Глес                      |

## Критика
Фільм провалився у прокаті і отримав несхвальні відгуки: Rotten Tomatoes дав оцінку 20% на основі 20 відгуків від критиків і 30% від більш ніж 25 000 глядачів.